# Mihō Nonaka
Mihō Nonaka (野中 生萌?, Nonaka Mihō; Tokyo, 21 maggio 1997) è un'arrampicatrice giapponese. È specializzata nel bouldering. Ha ottenuto una medaglia d'argento ai Giochi della XXXII Olimpiade di Tokyo.

## Palmarès

### Giochi olimpici
- Argento a Tokyo 2020 nella combinata

### Coppa del mondo
|           | 2013 | 2014 | 2015 | 2016 | 2017 | 2018 |
| --------- | ---- | ---- | ---- | ---- | ---- | ---- |
| Lead      | 42   | 55   | -    | -    | 46   | -    |
| Boulder   | -    | 5    | 3    | 2    | 4    | 1    |
| Combinata | -    | 5    | -    | -    | 8    | -    |

### Campionato del mondo
|           | 2014 | 2016 | 2018 | 2019 |
| --------- | ---- | ---- | ---- | ---- |
| Lead      | -    | -    | 16   | 20   |
| Boulder   | 15   | 2    | 5    | 5    |
| Speed     | -    | -    | 25   | 25   |
| Combinata | -    | -    | 5    | 5    |